# Maisnières
Maisnières (picardisch: Mainniére-in-Vimeu) ist eine nordfranzösische Gemeinde mit 477 Einwohnern (Stand 1. Januar 2022) im Département Somme in der Region Hauts-de-France. Die Gemeinde liegt im Arrondissement Abbeville und ist Teil des Kantons Gamaches.

## Geographie
Die Gemeinde im Vimeu, durch die die 1993 stillgelegte Bahnstrecke von Longpré-les-Corps-Saints nach Gamaches verlief, liegt an der Vimeuse rund sechs Kilometer nordöstlich von Gamaches. Dem Lauf der Vimeuse folgend schließen sich die Ortsteile Visse, Monchelet, Handrechy und Harcelaines an, während der Ortsteil Courtieux nordöstlich des Hauptorts auf der Hochfläche liegt. Das Gehöft Touvent liegt im Westen auf der Hochfläche an einem Abschnitt des Systems der Chaussée Brunehaut. Maisnières hat Anteil an dem ausgedehnten Windpark, der sich in die Nachbargemeinden Frettemeule und Tilloy-Floriville hinein ausdehnt.

## Geschichte
Im 17. Jahrhundert wurde in der Gemeinde Hopfen angebaut, worauf noch Flurnamen hinweisen. Die Gemeinden Courtieux, Harcelaines und Monchelet wurden zwischen 1790 und 1794 mit Maisnières vereinigt. Im Juli 1944 forderte der Einschlag einer V1-Rakete mehrere Todesopfer und Verletzte.

## Einwohner
| 1962 | 1968 | 1975 | 1982 | 1990 | 1999 | 2006 | 2011 |
| ---- | ---- | ---- | ---- | ---- | ---- | ---- | ---- |
| 569  | 536  | 528  | 562  | 545  | 505  | 507  | 517  |

## Verwaltung
Bürgermeister (maire) ist seit 1989 Bernard Thiébault.

## Sehenswürdigkeiten

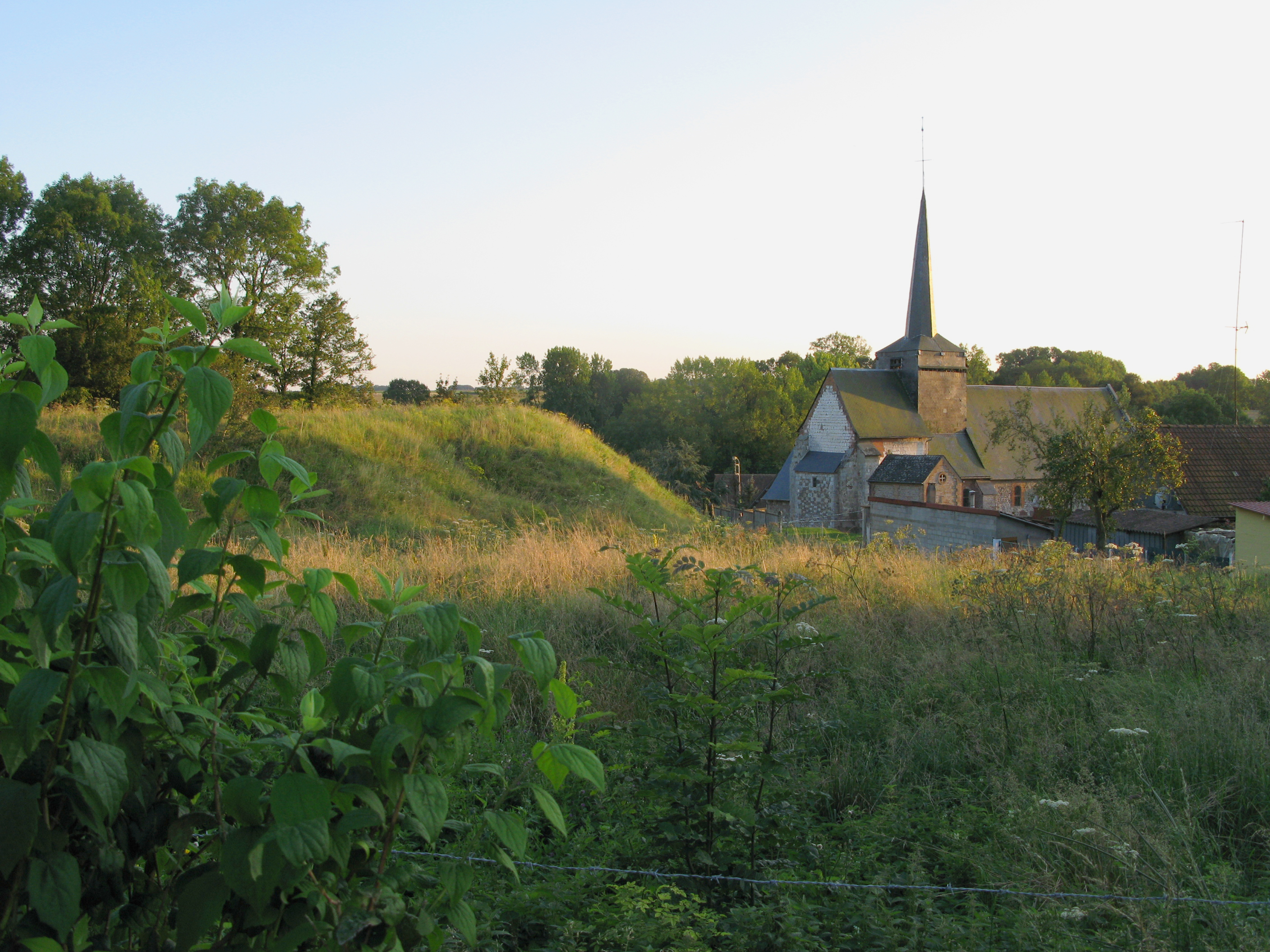
Motte (links) und Kirche von Maisnières

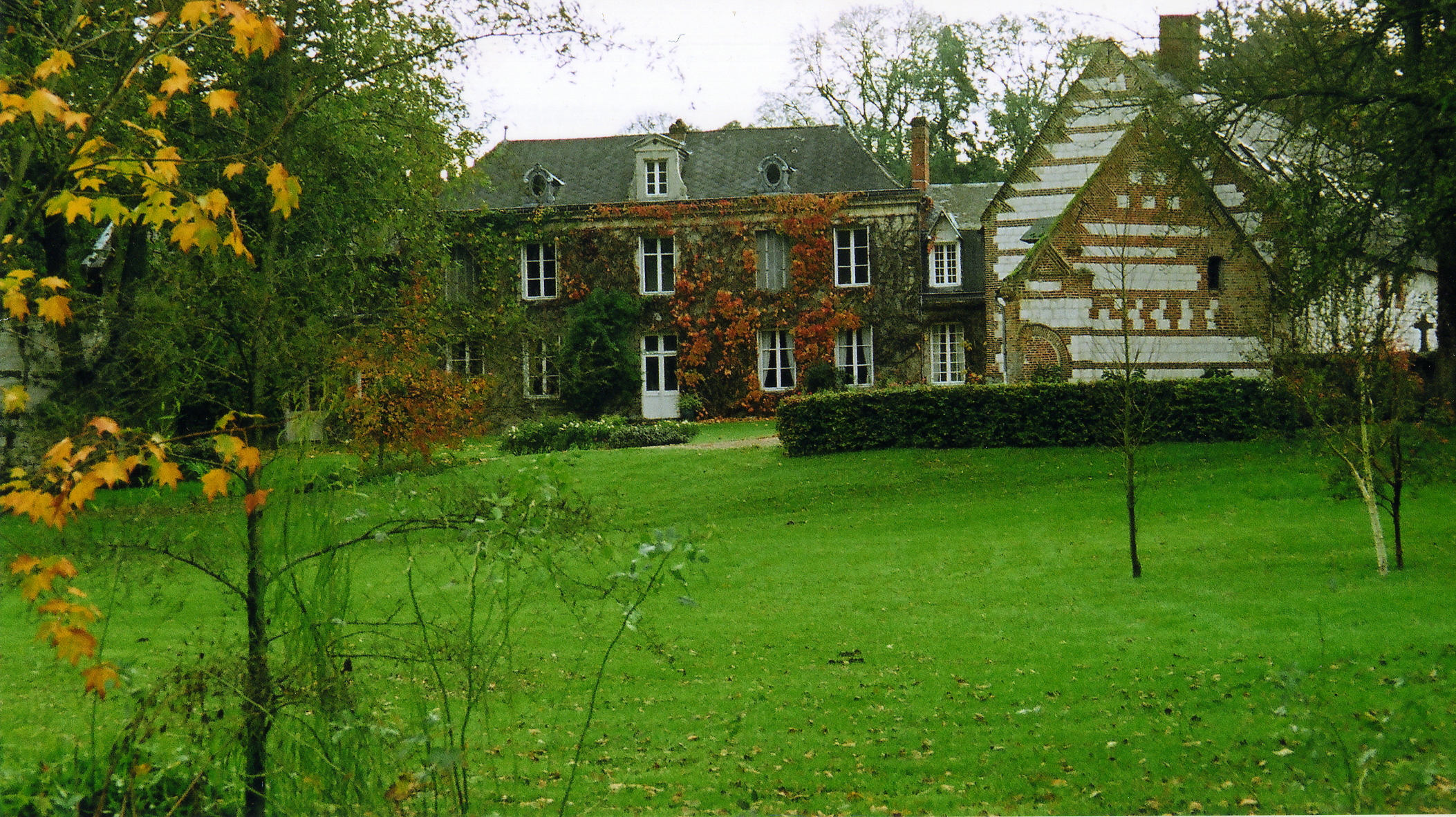
Schloss von Harcelaines

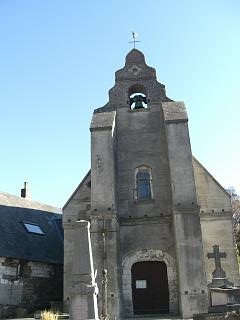
Kirche Saint-Saturnin in Harcelaines

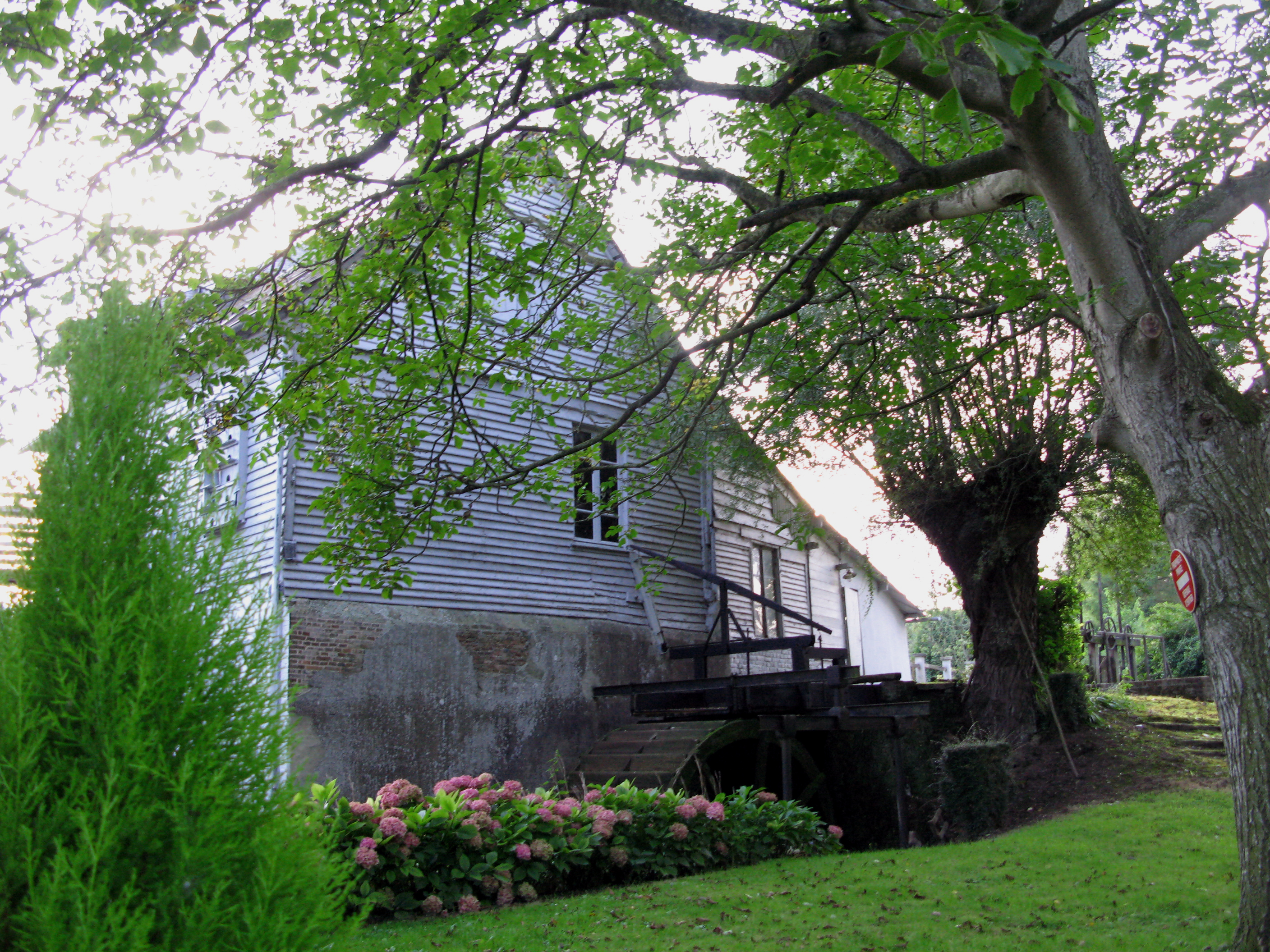
Mühle von Visse

- Kirche von Maisnières, den Heiligen Crispinus und Crispinianus geweiht[1]
- Kirche Saint-Saturnin in Harcelaines
- Wassermühle von Visse, an der Vimeuse, 1990 als Monument historique eingetragen[2]
- Motte der mittelalterlichen Burg
- Schloss und Park von Maisnières
- Schloss und Park von Harcelaines